# Земський собор

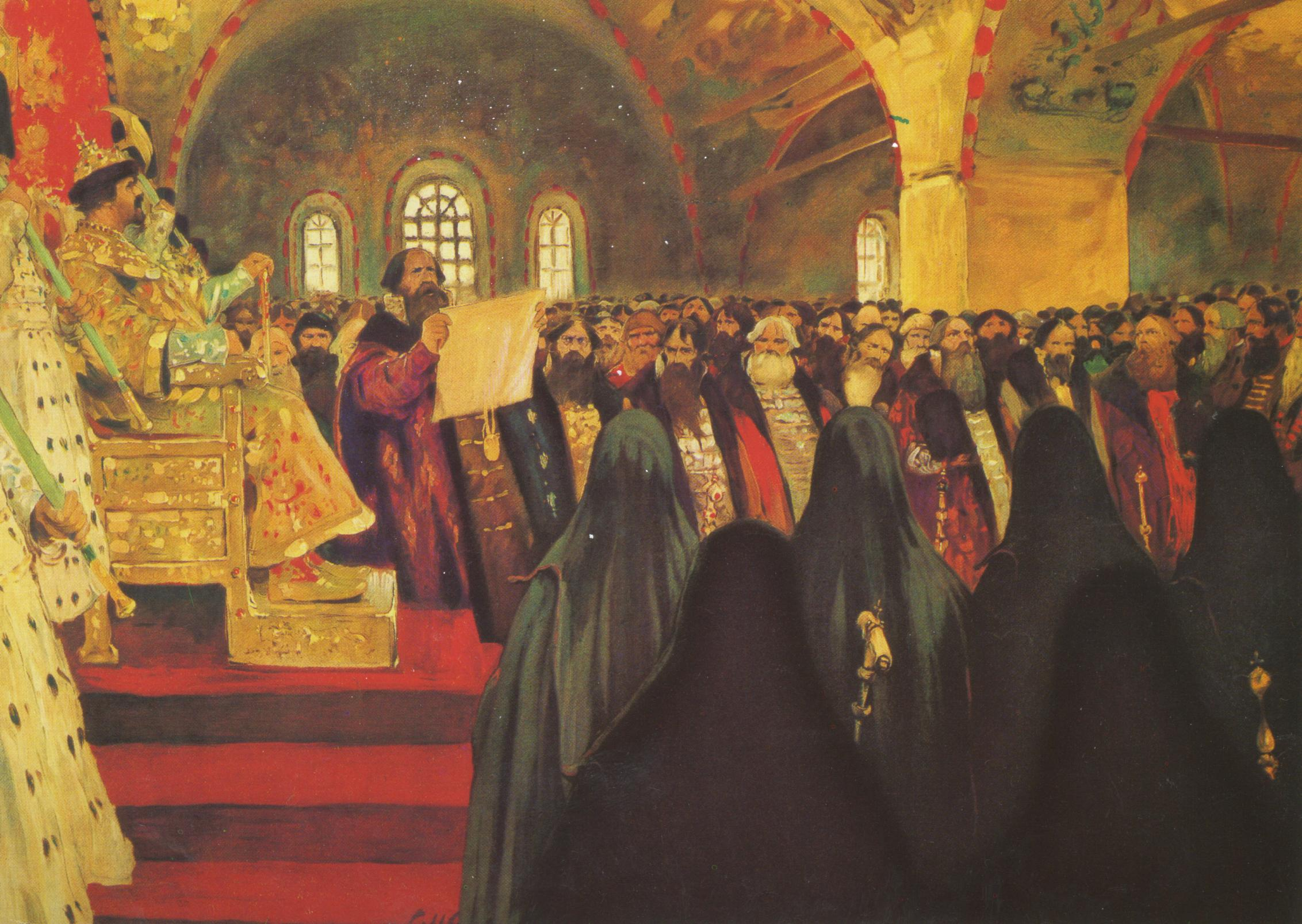
«Земський собор» — картина Сергія Іванова (1908)

Земськи́й собо́р — збір представників різних верств населення Московської держави для рішення політичних, економічних і адміністративних питань, що існував з середини XVI до кінця XVII ст. «Земський» означає «загальний», «загальнодержавний».

## Історія
Перший земський собор був скликаний 1549 року Іваном IV. Земські собори відігравали важливу роль у законотворчій діяльності російської держави. XVII століття Земський собор формувався з трьох частин:
1. «Освяченого» собору російської православної церкви на чолі з митрополитом (з 1589 року — патріархом),
2. Боярської думи
3. виборних представників від станів, окрім селян (за винятком собору 1613 року, коли на царський трон було вибрано Михайла Романова).

Сфера діяльності земських соборів була надзвичайно широка. 

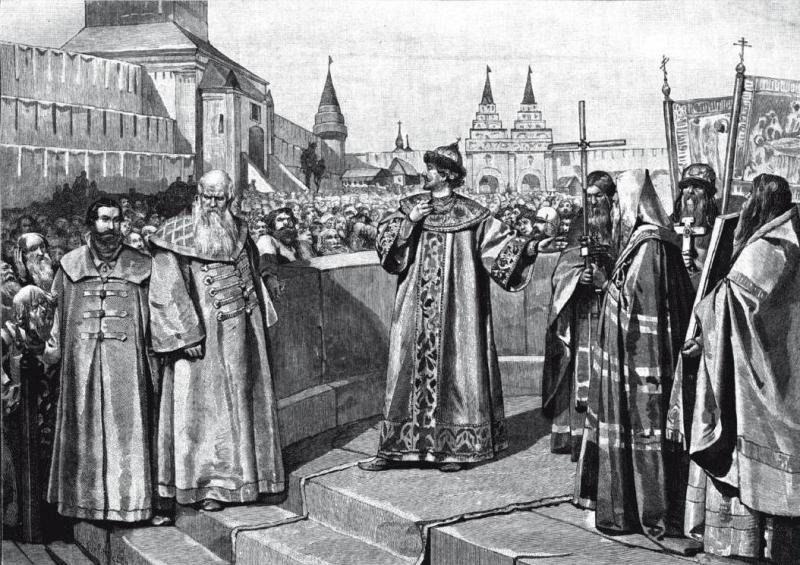
Цар Іван IV відкриває перший Земський собор. Малюнок рос. художника Клавдія Лебедєва (1894)

### Вибори царя
- 1598 — згасання династії Рюриковичів, вибрання Бориса Годунова на царство),
- 1606, 19 травня — державний переворот, убивство Лжедмитрія, обрання Василя Шуйського на царство, підписання «Хрестоцілувального запису» — обмеження влади царя на користь Боярської думи.
- 1613, 21 лютого — собор вибирає на царство Михайла Романова

Зовнішні зносини, встановлення податків і податей, підтримка порядку всередині держави й навіть військові розпорядження в разі ворожого вторгнення. Всього, на думку історика Черепніна, було скликано 55 соборів.
За царювання Олексія Михайловича земські собори відігравали істотну роль у розробці й систематизації законодавства. Не випадково зведення законів цієї епохи дістало назву «Соборное уложение 1649»).
У повному складі Земський собор (Освячений собор, Боярська Дума, представники станів) останній раз збирався у жовтні 1653 р, для вирішення питання про вступ у війну з Річчю Посполитою та підписання Переяславської ради з представниками України.
Останнім вважається Земський собор 1684 року.